# 汪肇衍
汪肇衍，字念宏，號子四。浙江錢塘縣（今屬杭州市）人。清朝政治人物。

## 生平
康熙三年（1664年）中式甲辰科進士。選翰林院庶吉士，散館改刑部主事，以纂修實錄特授編修。